# Tympanuchus cupido
Il tetraone di prateria maggiore (Tympanuchus cupido Linnaeus, 1758) è un uccello della famiglia dei Fasianidi.

## Distribuzione e habitat
In epoca precolombiana era largamente diffuso nelle praterie nordamericane, dall'attuale Texas fino alle attuali province canadesi di Alberta, Saskatchewan, Manitoba e  Ontario. In seguito alla colonizzazione europea delle Americhe ha subito un importante ridimensionamento a causa dello sviluppo e diffusione dell'agricoltura e della pastorizia ed il suo habitat si è attualmente ridotto alle praterie del Midwest.